# ستيريون برييري
ستيريون برييري (الاسم العلمي:Satyrium perrieri) هو نوع من النباتات يتبع جنس الستيريون من الفصيلة السحلبية.